# Гизелберт фон Брункхорст
Гизелберт фон Брункхорст (на немски: Giselbert von Brunchorst, Gisilbert; Gisbert von Bronkhorst; † 18 ноември 1306, Бремерфьорде) е от 1273 г. до смъртта си архиепископ на Бремен.

## Биография
Той е син на Гизберт III фон Бронкхорст († ок. 1290) и Кунигунда фон Олденбург († ок. 1290), дъщеря на граф Мориц I фон Олденбург († сл. 1209).
Гизелберт последва архиепископа на Бремен Хилдеболд фон Вунсторф, братовчед му по майчина линия. През 1274 г. получава палиума от папа Григорий X в Лион. През 1285 г. той основава окрепения град Букстехуде.